# Erodium daucoides
Erodium daucoides är en näveväxtart som beskrevs av Pierre Edmond Boissier. Erodium daucoides ingår i släktet skatnävor, och familjen näveväxter. Inga underarter finns listade i Catalogue of Life.